# Штурм Копривницы (1943)
Первый штурм Копривницы (сербохорв. Напад НОВЈ на Копривницу новембра 1943. / Napad NOVJ na Koprivnicu novembra 1943.) или (хорв. Prva bitka za Koprivnicu) — штурм хорватского города Копривница партизанскими частями под командованием штаба 2-й оперативной зоны Хорватии НОАЮ, длившийся с 6 по 8 ноября 1943 года. Бои в за город продолжались около 20 часов и завершились его овладением 7 ноября. В течение 8 ноября гарнизон близлежащего опорного пункта в посёлке Чарда отступил через реку Драва в Венгрию.

## Предыстория
После взятия города Лудбрег 3 октября 1943 года штаб 2-й оперативной зоны сменил свою дислокацию и был перенесён на место недавно завершившегося сражения. Для защиты города три бригады остались в его окрестностях, где до 14 октября отражали атаки хорватско-усташских и немецких войск. 14/15 октября 28-й славонской дивизии и бригаде имени братьев Радич (Brigada «Braća Radić») была поставлена задача занять частью сил линию коммуникации Загреб — Вараждин, а остальными войсками осуществить прорыв в Хорватское Загорье.
После овладения с 22 на 23 октября городом Златор и рядом меньших населённых пунктов, а также ожесточённых боёв на линии коммуникации, в конце октября 28-я дивизия отправилась на Калник для подготовки к атаке на город Копривница. Тамошний гарнизон насчитывал около 1600 человек: немцев, усташей, домобран и жандармов, хорошо вооружённых и укрепившихся. Кроме того, в распоряжении гарнизона был бронепоезд, а оборону  составляли несколько сильных и связанных между собой опорных пунктов.
Штурмовать город должна была 21-я славонская бригада 28-й дивизии. Населённые пункты Чарда и Даница, расположенные вблизи Копривницы, надлежало взять Калникскому партизанскому отряду (без одного батальона). Обеспечение операции со стороны Вараждина возлагалось на бригаду имени братьев Радич, которая заняла позиции по правому берегу реки Бедня около Лудбрега. 2-я мославинская бригада закрывала направление Крижевци - Копривница. Направление со стороны Бьеловара защищала 17-я славонская бригада. Бьеловарский отряд блокировал направление Новиград-Подравски — Копривница.

## Бой
В полночь с 6 на 7 ноября 1943 года батальоны 21-й славонской бригады начали штурм города, последовательно преодолевая укреплённую оборону противника. Первыми в центр города проникли хорошо взаимодействующие штурмовые группы 3-го батальона. К 13 часам дня, после прорыва 1-го и 4-го батальонов был взят центр города. Ожесточённое сопротивление противника, засевшего в отдельных зданиях, продолжался до темноты, после чего обороняющиеся группами начали пытаться прорываться из города. В ходе этих боёв 21-я славонская бригада потеряла 20 человек: два политкомиссара рот, командира роты, командира взвода, два делегата, четыре командира отделений и 10 рядовых бойцов. 
На линии обеспечения операции также шли ожесточённые бои. Как и во время нападения на Лудбрег, бригаде имени братьев Радич пришлось вступить в бой с усташами из бригады охраны поглавника (Poglavnikov Tjelesni Sdrug) , на этот раз с 1-м усташским батальоном, усиленным танками и артиллерией. Благодаря хорошо организованной обороне на полевых позициях атаки были отбиты и противник отброшен. 2-я мославинская бригада также отбила атаки противника на её позиции.  В отличие от них, 17-я славонская бригада в тот день не вела боевые действия, но 10 ноября на тех же занимаемых позициях вступила в бой с сильной моторизованной колонной, движущейся к селу Капела. После пятичасового боя противник отступил, понеся чувствительные потери.
В боях эти три бригады потеряли 20 человек убитыми и 30 ранеными. Общие потери партизан составили 40 человек убитыми и 84 человека ранеными.

## Результаты
В ходе боёв за Копривницу было уничтожено около 100 солдат и офицеров противника, в плен взято 400 человек. В качестве трофеев захвачено 8 пулемётов, 18 ручных пулемётов, 4 лёгких миномёта, 605 винтовок, 7 автоматов, 10 пистолетов, большое количество боеприпасов, два грузовика, два легковых автомобиля, 4 мотоцикла и 1000 комплектов военной униформы.
Штаб 2-й оперативной зоны за успешное освобождение города, храбрость и самопожертвование выразил благодарность 21-й бригаде, отметив солдат 1-го, 3-го и 4-го батальонов. До 9 февраля 1944 Копривница была под контролем партизан, пока её вновь не заняли немецкие и усташско-домобранские войска в ходе антипартизанской операции «Дубровник II». 

## Комментарии
1. ↑  Проводилась в Хорватском Загорье и на Калнике боевой группой в составе немецких подразделений, 1-го полка бригады охраны поглавника (PTS), мобильной группы PTS, бронированной группы PTS, 1-го и 7-го батальонов 5-й усташской бригады против частей 32-й дивизии НОАЮ в период с 7 по 11 февраля 1944 года[4].